# Henri Tauzin
Henri Tauzin (17 de abril de 1879-11 de octubre de 1918) fue un atleta francés que compitió en el siglo XX. Se especializó en los 400 metros con vallas y ganó una medalla de plata en atletismo en los Juegos Olímpicos de París 1900. Walter Tewksbury se llevó el oro.
Tauzin también compitió en los 200 metros con vallas, terminando cuarto en su serie semifinal de no avanzar a la final.